# ジョン・ステュワート＝マレー (第8代アソル公爵)

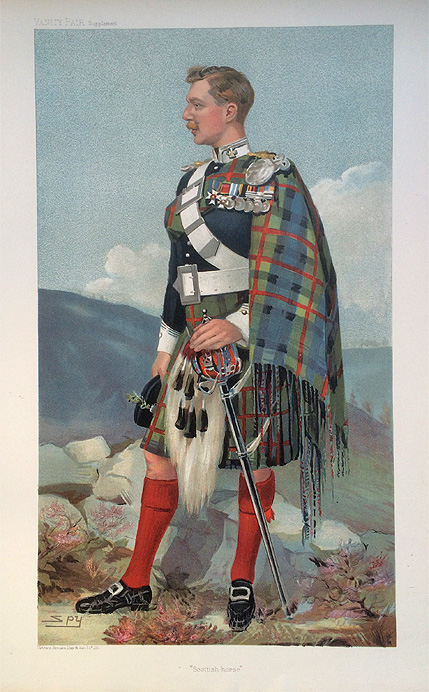
1905年3月23日の『バニティ・フェア』誌に掲載された第8代アソル公爵ジョン・ステュワート＝マレーの似顔絵

第8代アソル公爵ジョン・ジョージ・ステュワート＝マレー（英語: John George Stewart-Murray, 8th Duke of Atholl, KT, DL、1871年12月15日 – 1942年3月16日）は、イギリス・スコットランドの貴族。
爵位を継承する1917年までタリバーディン侯爵(Marquess of Tullibardine)の儀礼称号を使用した。

## 経歴
1871年12月15日、第7代アソル公爵ジョン・ステュワート＝マレーとルイーザ(第7代準男爵トマス・モンクリーフの娘)の間の次男としてスコットランド・パースシャー・ブレア城に生まれる。兄のタリバーディン侯爵(儀礼称号)ジョンは早世していたので嫡男としての出生だった。
イートン校を卒業後、王立騎兵連隊に入隊した。マフディーの反乱が発生したスーダンの反乱鎮圧戦に従軍し、1884年から1885年にかけてのハルツーム包囲戦に参加した。イギリス軍はこの戦いに敗れて一時スーダンを放棄する羽目になったが、1898年にはイギリス首相第3代ソールズベリー侯爵ロバート・ガスコイン＝セシルがスーダン侵攻を決定し、再びスーダンで英軍とマフディー軍の戦いが行われた。ジョンもこの際にアトバラの戦いに参加している。1899年から1902年にかけては第2次ボーア戦争にも従軍した。
1908年から1913年にかけてフリーメイソン・スコットランド・グランドロッジ・グランドマスターを務めた。
1910年1月から1917年1月にかけては西パースシャー選挙区から選出されて保守党所属の庶民院議員を務める。1917年1月20日に父が死去し、爵位を継承。貴族院議員に転じた。
1918年から1920年にかけてはスコットランド教会総会への勅使を務める。1920年から1931年にかけては国王ジョージ5世の副官(Aide-de-Camp)を務める。1921年から1922年にかけては宮内長官も務める。1921年には枢密顧問官に列する。1921年5月に日本の皇太子裕仁親王（後の昭和天皇）がイギリスを訪問した際には、ブレア城において裕仁親王一行をもてなしている。当初ジョン・ジョージは日本人をよく知らないとして裕仁親王の接遇に難色を示していたが、ロイド・ジョージ首相の再三の説得もあり、この役目を引き受けた。裕仁親王はアソル公爵家と領民の関係に感動し、「私は今度の旅で、非常に感銘をうけたものが多かった。アソール公爵夫妻は実に立派な方々で…（中略）私は日本の華族や富豪たちが、アソール公爵のやり方をまねたならば、日本には過激思想などおこらないと思う。」とコメントを残している。
1942年3月16日に死去した。子供はなく、爵位は弟のジェイムズ・ステュワート＝マレーが継承した。

## 栄典

### 爵位
- 1917年1月20日、第8代アソル公爵(1703年創設スコットランド貴族爵位)
- 1917年1月20日、第9代アソル侯爵(1676年創設スコットランド貴族爵位)
- 1917年1月20日、第8代タリバーディン侯爵(1703年創設スコットランド貴族)
- 1917年1月20日、第11代タリバーディン伯爵(1628年創設スコットランド貴族爵位)
- 1917年1月20日、第10代アソル伯爵(1629年創設スコットランド貴族爵位)
- 1917年1月20日、第9代タリバーディン伯爵(1676年創設スコットランド貴族爵位)
- 1917年1月20日、第8代ストラステ及びストラスエーデル伯爵(1703年創設スコットランド貴族爵位)
- 1917年1月20日、第5代ストレンジ伯爵(1786年創設グレートブリテン貴族)
- 1917年1月20日、第9代バルクヒダー子爵(1676年創設スコットランド貴族爵位)
- 1917年1月20日、第8代バルヒダー、グレナルモンド及びグレンライオン子爵(1703年創設スコットランド貴族)
- 1917年1月20日、第13代タリバーディンのマレー卿(1604年スコットランド貴族爵位)
- 1917年1月20日、第11代マレー、ガスク及びバルクヒダー卿(1628年創設スコットランド貴族爵位)
- 1917年1月20日、第9代マレー、バルバニー及びガスク卿(1676年創設スコットランド貴族爵位)
- 1917年1月20日、第8代カウンティ・オブ・ペースにおけるマレー、バルバニー及びガスク卿(1703年創設スコットランド貴族爵位)
- 1917年1月20日、第13代ストレンジ男爵(1628年創設イングランド貴族爵位)
- 1917年1月20日、第5代スタンリーのマレー男爵(1786年創設グレートブリテン貴族爵位)
- 1917年1月20日、第4代グレンライオン男爵(1821年創設連合王国貴族爵位)[1]

### 勲章
- 1898年、殊功勲章(DSO)
- 1902年、ロイヤル・ヴィクトリア勲章メンバー(MVO)
- 1918年、シッスル勲章ナイト(KT)
- ロイヤル・ヴィクトリア勲章ナイト・グランド・クロス(GCVO)
- バス勲章コンパニオン(CB)[1]

## 家族
1899年に第10代準男爵サー・ジェイムズ・ヘンリー・ラムジーの娘キャサリンと結婚したが、子供はできなかった。